# Paes Landim
Paes Landim is een gemeente in de Braziliaanse deelstaat Piauí. De gemeente telt 4.562 inwoners (schatting 2009).